# Lista över ledamöter av Kungliga Gustav Adolfs akademien för svensk folkkultur

## Arbetande ledamöter (inhemska) 2022[1]
Gunnar Almevik 
Anders Andrén
Hugh Beach
Herman Bengtsson
Barbro Blehr
Stefan Brink
Coppélie Cocq
Lars-Erik Edlund
Ann-Catrine Edlund
Christina Fjällström
Iréne Flygare
Staffan Fridell
Carl Frängsmyr
Peter Jackson
Britt-Inger Johansson
Ella Johansson 
Lars-Eric Jönsson
Anders Kaliff
Magnus Källström
Katharina Leibring
Daniel Lindmark
Thomas Lindkvist
Lars Magnusson
Fredrik Nilsson 
Bertil Nilsson 
Andreas Nordberg 
Eva Nyman 
Staffan Nyström
Neil Price
Owe Ronström
Fredrik Skott
Olof Sundqvist
Johan Svedjedal -
Per Vikstrand
Anna Williams
Henrik Williams
Torun Zachrisson
Maria Ågren
Lynn Åkesson

## Arbetande ledamöter (inhemska) 1932-1990
Detta är en lista på arbetande inländska ledamöter i Kungliga Gustav Adolfs Akademien för svensk folkkultur åren 1932-1990. En arbetande ledamot övergår efter 70-årsdagen till att bli seniorledamot (tidigare hedersledamot). Förutom arbetande ledamöter återfinns även kategorierna stödjande ledamöter och korresponderande ledamöter.
Ahnlund, Nils Gabriel (invald 1932)
Almgren, Bertil Oskar (invald 1970)
Andersson, Carl Ingvar (invald 1957)
Andersson, Karl Thorsten Gunnar (invald 1973)
Andræ, Carl Göran (invald 1980)
Bengtsson, Lars Ingemar (invald 1978)
Benson, Sven Archer (invald 1977)
Berg, Gösta (invald 1940)
Bergfors, Johan Erik Olof (invald 1980)
Björklund, Stig Hilding Ragnar (invald 1973)
Boëthius, Simon Bertil (invald 1947)
Bringéus, Nils-Arvid Edvard Alarik (invald 1970)
Campbell, Bror Åke (invald 1946)
Celander, Karl Hilding (invald 1932)
Collinder, Erik Alfred Torbjörn (invald 1936)
Curman, Jon Sigurd (invald 1954)
Dahlstedt, Karl Hampus (invald 1966)
Danell, Gideon (invald 1932)
Edsman, Carl-Martin (invald 1957)
Ejder, Gustaf Åke Bertil (invald 1970)
Ek, Sven Birger (invald 1977)
Ek, Sverker (invald 1933)
Ekbo, Sven Arnolv (invald 1973)
Ekwall, Bror Oskar Eilert (invald 1955)
Elmevik, Bengt Lennart (invald 1977)
Erixon, Sigurd Emauel (invald 1932)
Franzén, Knut Gösta (invald 1964)
Fries, Carl Sigurd Elias (invald 1974)
von Friesen, Otto (invald 1932)
Geijer, Anders Herman (invald 1932)
Gjerdman, Olof Henrik (invald 1943)
Gjöres, Axel (invald 1957)
Granlund, John Einar Ludvig (invald 1947)
Gustavson, Johan Herbert (invald 1957)
Göransson, Carl Axel Sölve Ragnvald (invald 1978)
Götlind, Johan Alfred (invald 1932)
Hammarstedt, Nils Edvard (invald 1932)
Hannerberg, Carl David (invald 1957)
Hasselberg, Sven Gösta (invald 1972)
Hedblom, Jöns Folke (invald 1968)
Hedström, Karl Fredrik Gunnar (invald 1940)
Hellberg, Lars Alvar (invald 1967)
Hesselman, Bengt Ivar (invald 1932)
Hildebrand, Carl Gustaf (invald 1965)
Hjärne, Erland (invald 1948)
von Hofsten, Nils Gustaf Erland (invald 1960)
Holm, Per Olof Gösta (invald 1970)
Holmbäck, Åke Ernst Vilhelm (invald 1952)
Jansson, Erik Valter (invald 1947)
Jansson, Sven Birger Fredrik (invald 1960)
Jansson, Sten Carl Oskar (invald 1961)
Jirlow, Ernst Ragnar (invald 1953)
Johannisson, Ture Gustaf (invald 1959)
Jonsson,  Bengt Olof Anders Robert (invald 1974) 
Kallstenius, Georg Gottfrid (invald 1934)
Karlgren, Klas Bernhard Johannes (invald 1957)
Kjellman, Gustaf Hilding (invald 1952)
Kock, Karl Axel Lichnowsky (invald 1932)
Levander, Lars (invald 1932)
Lidén, Bror Per Evald (invald 1932)
Liljeblad, Sven Samuel (invald 1933)
Lindblad, Gustaf Martin Esaias (invald 1977)
Lindblom, Andreas Adolf Fredrik (invald 1949)
Lindquist, Ivar Artur (invald 1957)
Lindqvist, Adolf Natanael (invald 1932)
Lindqvist, Sune (invald 1932)
Lindroth, Hjalmar (invald 1932)
Ljunggren, Karl Gustav (invald 1957)
Lundahl, Ivar Claes Jonas (invald 1952)
Lundell, Johan August (invald 1932)
Moberg, Carl-Allan (invald 1947)
Moberg, Lennart Albert (invald 1960)
Nelson, Helge Magnus Oskar (invald 1955)
Nilsson, Nils Martin P:son (invald 1938)
Nilsson, Sven Augustinus (invald 1965)
Noreen, Erik (invald 1932)
Nylén, Anna-Maja (invald 1973)
Pleijel, Hilding Athanasius (invald 1952)
Rehnberg, Mats Erik Adolf (invald 1972)
Rooth, Anna Birgitta (invald 1974)
Rundgren, Gustav Frithiof (invald 1975)
Sahlgren, Gustaf Fredrik Jöran (invald 1932)
Selling, Carl Gustav August (invald 1965)
Stenberger, Mårten Karl Herman (invald 1955)
Ström, Stig Axel Folke (invald 1965)
Ström, Otto Fredrik (invald 1942)
Strömbäck, Dag (invald 1935)
Ståhl, Harry Axel Maurits (invald 1957)
Ståhle, Carl Ivar (invald 1964)
Svennung, Josef Gusten Algot (invald 1954)
Svensson, Sigfrid (invald 1942)
von Sydow, Carl Wilhelm (invald 1932)
Göransson, Carl Axel Sölve Ragnvald (invald 1978)
Thomson, Arthur Natanael (invald 1957)
Tilander, Artur Gunnar (invald 1955)
Tuneld, Ebbe Oscar (invald 1932)
Wallin, Sigurd (invald 1932)
Weibull, Curt Hugo Johannes (invald 1932)
Wessén, Elias Gustaf Adolf (invald 1944)
Westman, Karl Gustaf (invald 1932)
Wickman, Bo Nils Valdemar (invald 1965)
Widmark, Gunvor (Gun) Margareta (invald 1975)
Wigforss, Ernst Johannes (invald 1932)